# Скањане ди Сопра (Пескара)
Скањане ди Сопра (итал. Scagnane di Sopra) је насеље у Италији у округу Пескара, региону Абруцо.
Према процени из 2011. у насељу је живело 66 становника. Насеље се налази на надморској висини од 581 м.